# Leo Hurwitz
Pour les articles homonymes, voir Hurwitz.
Leo Hurwitz, né le 23 juin 1909 à Brooklyn, mort le 18 janvier 1991 , est un réalisateur américain.

## Biographie
Cinéaste militant peu connu en France, il fut victime du maccarthysme, et figura dans les années 1950 sur la liste noire de Hollywood concernant les personnalités soupçonnées de se livrer à des « activités antiaméricaines ».
Son documentaire Strange Victory est une critique de l'antisémitisme et du racisme anti-noirs aux États-Unis. En 1961, il filme le procès Eichmann (ces images seront remontées et manipulées pour la réalisation de Un spécialiste, portrait d'un criminel moderne écrit et réalisé par Eyal Sivan et Rony Brauman en 1999). L'histoire du filmage de ce procès fait l'objet en 2015 d'un téléfilm britannique The Eichmann Show tourné par Paul Andrew Williams avec Anthony LaPaglia dans le rôle de Leo Hurwitz. Une séquence tournée par Hurwitz durant le procès fournit la matière du court métrage de Chris Marker The Henchman Glance (2008).

## Filmographie (partielle)
- 1937 : Heart of Spain (Cœur d'Espagne) (coréalisateur : Paul Strand[réf. nécessaire])
- 1941 : Native Land (coréalisateur : Paul Strand)
- 1948 : Strange Victory (documentaire)
- 1964 : An Essay on Death